# Rougemont (Karolina Północna)
Rougemont – jednostka osadnicza w Stanach Zjednoczonych, w stanie Karolina Północna, w hrabstwie Durham.